# Gare de Corte
Gare de Corte vasútállomás Franciaországban, Corte településen.

## Vasútvonalak
Az állomást az alábbi vasútvonalak érintik:
- Bastia-Ajaccio-vasútvonal

## Kapcsolódó állomások
A vasútállomáshoz az alábbi állomások vannak a legközelebb:
- Gare de Soveria
- Gare de Poggio - Riventosa